# Telecomunicació

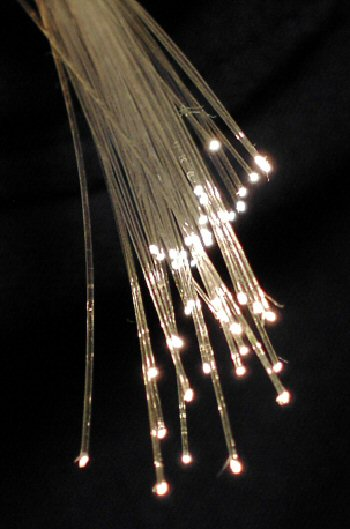
La fibra òptica permet transmetre grans quantitats d'informació.

La telecomunicació és la transmissió de senyals a distància a través de qualsevol medi per tal d'aconseguir comunicar-nos. Des del segle xx aquest procés sol implicar l'enviament d'ones electromagnètiques a través d'un medi físic o radioelèctric fent ús de transmissors i receptors electrònics però antigament podia involucrar l'ús de senyals de fum, les emissions sonores o la telegrafia òptica. Avui en dia la telecomunicació té moltes aplicacions i els dispositius que ens ajuden a rebre aquests senyals, com la televisió, la ràdio i els telèfons, són comuns a gran part del món. Al llarg del temps per tal d'oferir nous serveis s'han creat xarxes d'aquests dispositius. Alguns exemples en són la xarxa telefònica, les d'ordinadors, les de telefonia mòbil o les de ràdio i televisió digital. Un clar exemple d'aquestes xarxes és Internet, un dels referents de les Tecnologies de la Informació i la Comunicació.
En l'actualitat la fibra òptica ha millorat la capacitat per a les comunicacions intercontinentals facilitant les connexions a Internet d'alta velocitat i els serveis de televisió digital per cable. Econòmicament la indústria de les telecomunicacions és un factor important arribant gairebé el 3% del producte interior brut mundial.
Els sistemes de telecomunicació solen ser dissenyats pels enginyers de telecomunicacions i alguns dels inventors en aquest camp al llarg de la història han estat Alexander Graham Bell, Elisha Gray, Nikola Tesla, Guglielmo Marconi i John Logie Baird. El Dia Mundial de les Telecomunicacions se celebra el 17 de maig.

## Història de la telecomunicació

### L'inici de les telecomunicacions

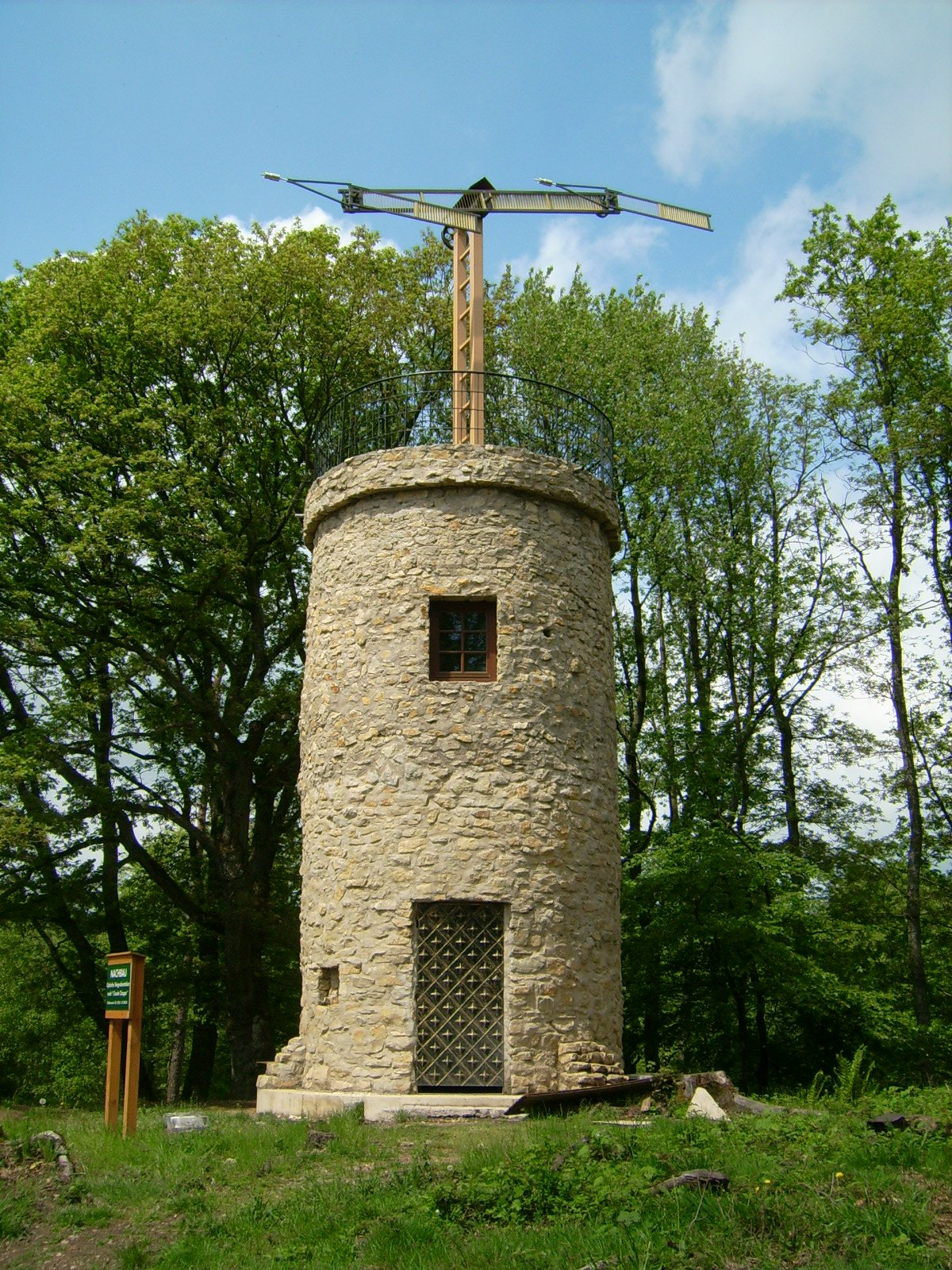
Un telegraf òptic prop de Nalbach (Alemanya).

Arreu del món les primeres formes de telecomunicació inclouen els senyals de fum, i els senyals acústics fets amb tambors. Al nostre entorn un exemple de telecomunicació fou l'ús per part de les tropes de Pere el Cerimoniós de sistemes de senyals de fum per a transmetre els moviments de les tropes i flotes enemigues entre els seus diferents destacaments.
L'any 1792 s'aprova un projecte de l'enginyer francès Claude Chappe donant llum verda així a la construcció del primer sistema de telegrafia òptica, un sistema de telecomunicació amb regles homogènies i regularitzades. Aquest sistema requeria la construcció d'unes torres específiques per al seu ús i la primera línia en funcionament fou entre Lilla i París amb vint-i-dues torres separades per 230 km.
A Catalunya la telegrafia òptica no va arribar fins a mitjan segle xix però llavors la xarxa fou ràpidament desplegada amb l'objectiu de combatre la guerra de guerrilles feta des dels Pirineus durant les Guerres Carlines per part del pretendent carlista. Degut a la falta d'infraestructura elèctrica la xarxa catalana de telegrafia òptica va seguir ampliant-se en èpoques en què aquesta ja es considerava obsoleta se'n van arribar a fer servir més de 150 estacions en els seus últims serveis durant la Tercera Guerra Carlina (1872-1876).
L'aparició del telègraf elèctric, al qual ens referim habitualment quan parlem de telegrafia, va deixar obsolet aquest sistema al poder aprofitar el cablejat elèctric i, per tant, no necessita una infraestructura específica i no utilitzable per a cap altre servei per a funcionar. L'últim sistema de telegrafia òptica d'ús comercial fou abandonat l'any 1880 a Suècia.

### El telègraf i el telèfon

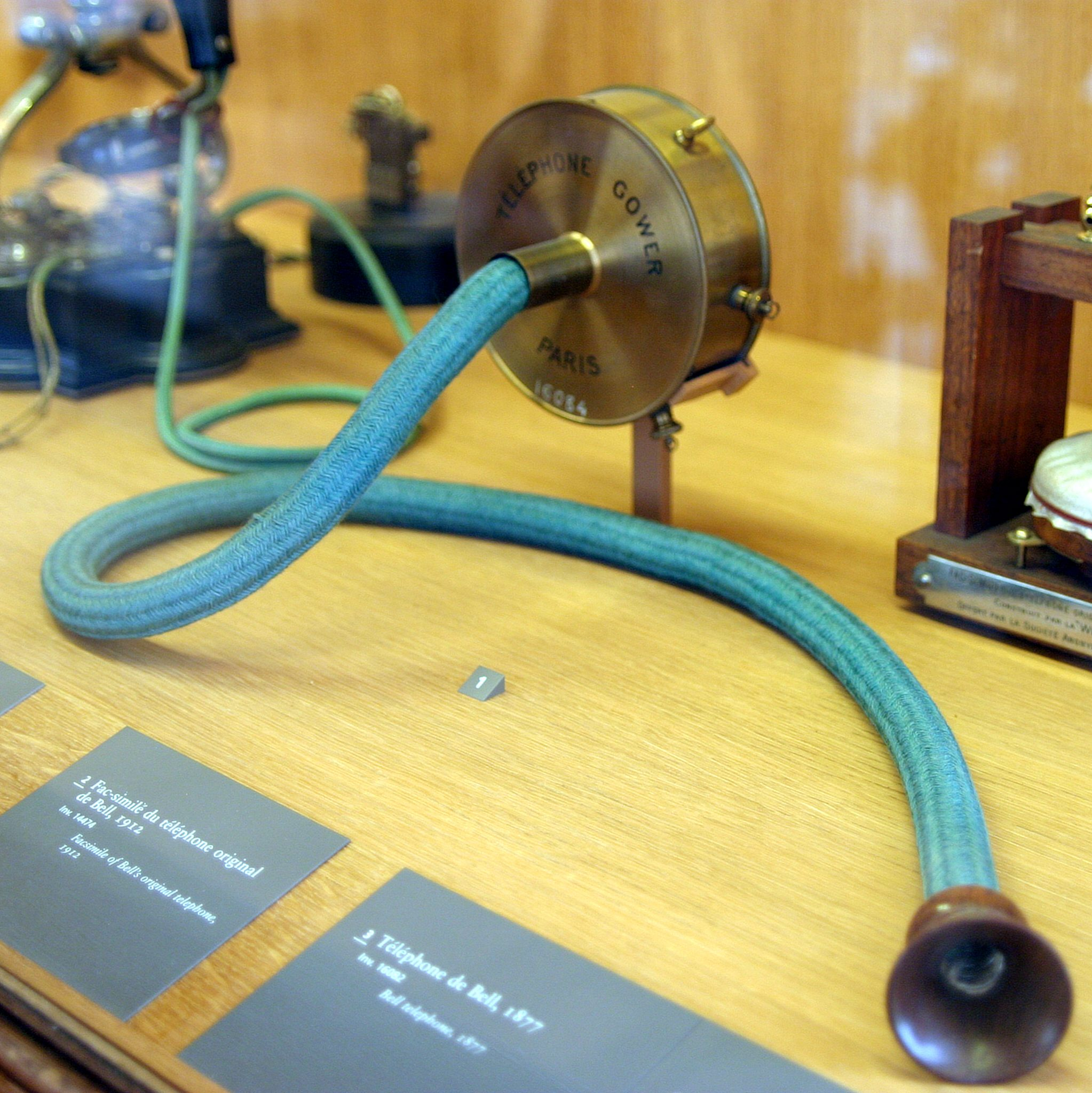
Reproducció del telèfon patentat per Alexander Graham Bell al Musée des Arts et Métiers de París

L'any 1795 Francesc Salvà i Campillo va llegir a l'Acadèmia de Medicina de Barcelona una memòria titulada "Memoria sobre la Electricidad Aplicada a la Telegrafía", en la qual qualificava el telègraf elèctric de "factible" i "efectiu". Aquest físic català va acumular experiències en aquest camp a la seva casa del carrer Petritxol, i en va fer una demostració a Madrid, a la cort, l'any 1796 sent un dels pioners de la telegrafia elèctrica. Al llarg dels anys però es va anar evolucionant el concepte fins a arribar al primer telègraf de caràcter comercial construït per Charles Wheatstone i William Fothergill Cooke l'any 1839.
D'altra banda Samuel Morse va evolucionar el telègraf elèctric introduint-hi el codi de Morse, el seu codi era un avanç important al concepte de Wheatstone en permetre la transmissió d'informació d'una forma més eficient. El 27 de juliol de 1866 es produeix una altra efemèride doncs es va instal·lar el primer cable transatlàntic.
L'any 1876 Alexander Graham Bell patenta el telèfon convencional tot i que encara avui es parla de si en realitat fou Elisha Gray qui l'inventà. Els primers serveis telefònics comercials foren l'any 1878 a New Haven (Estats Units) i l'any 1879 a París i Londres. A Espanya la primera xarxa telefònica arribà a Madrid l'any 1882 de mans de la Red de Telégrafos i ja l'any 1895 s'inaugura una línia telefònica interurbana que uneix les ciutats de Barcelona, Saragossa i Madrid.
A Catalunya l'any 1915 la Mancomunitat, presidida en aquell moment per Enric Prat de la Riba, decideix impulsar la creació d'una xarxa telefònica entre els municipis de Catalunya però aquesta iniciativa fou aturada per la dictadura de Primo de Rivera en abolir la Mancomunitat. Primo de Rivera a més va cedir la xarxa de la Mancomunitat a la Companyia Telefònica Nacional d'Espanya qui no completa la xarxa intermunicipal de Catalunya fins anys després del fi de la Guerra Civil espanyola en no considerar-la una "inversió estratègica".

### L'electromagnetisme

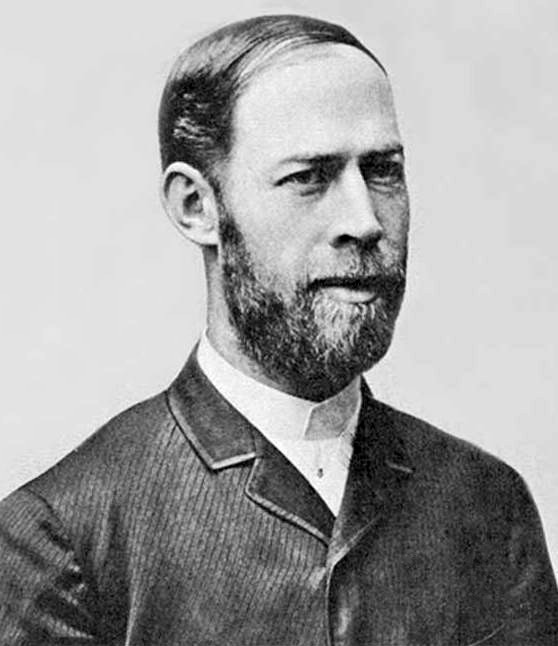
Heinrich Hertz va provar l'existència de la radiació electromagnètica.

La base matemàtica sobre la qual es desenvolupen les telecomunicacions més avançades fou desenvolupada pel físic anglès James Clerk Maxwell. Maxwell, en la introducció del seu llibre Treatise on Electricity and Magnetism (1873), va declarar que el seu principal objectiu era justificar matemàticament conceptes físics descrits fins al moment de forma qualitativa com les lleis d'inducció magnètica i els camps de força enunciats per Michael Faraday. Amb aquest objectiu Maxwell va definir el concepte d'ona electromagnètica permetent descriure de forma matemàtica la interacció entre l'electricitat i el magnetisme mitjançant les anomenades equacions de Maxwell que descriuen i quantifiquen els camps de força que es produeixen quan aquests camps interaccionen. Maxwell va predir que era possible propagar ones a través de medis radioelèctrics, fet que va corroborar Heinrich Hertz l'any 1887, vuit anys després de la mort de Maxwell.

### Ràdio
L'any 1832 James Bowman Lindsay va aconseguir una comunicació de telegrafia sense fils en l'àmbit acadèmic, i ell mateix va poder transmetre ja a una distància d'uns 4 km entre Dundee (Escocia) i Woodhaven l'any 1854 utilitzant l'aigua com a medi de propagació. Les comunicacions ràdio a petita escala foren provades per primera vegada per Nikola Tesla l'any 1893 en una presentació a la National Electric Association. L'any 1901 arribaria el primer enllaç ràdio transatlàntic de la mà de Guglielmo Marconi, (qui ja havia aconseguit transmetre un missatge sense fils a 2 milles de distància l'any 1894), aconseguint comunicació sense fil entre St John's (Canada) i Cornwall (Anglaterra) i amb la qual va aconseguir el premi Nobel de la Física del 1909. La telegrafia radioelèctrica començaria a emprar-se a la comunicació amb vaixells a partir del 1915, després que l'accident del Titànic demostrés la necessitat de noves mesures.
La radiodifusió arriba a Espanya l'any 1923 quan, concretament a Barcelona, EAJ-1 va començar les seves primeres emissions. Cal dir però que l'impuls a la ràdio a Espanya fou a causa de l'oportunitat d'autopromoció que veia Primo de Rivera en aquest medi. EAJ-1 en el futur seria el que avui coneixem com Ràdio Barcelona però les primeres emissions en català, de 3,5 hores diàries i cancel·lables "cuando la Dirección General lo considere oportuno" arribaren el 1930 de la mà d'EAJ-15, emissora creada per la Ràdio Associació de Catalunya.

### Televisió
L'any 1925 John Logie Baird va ser capaç d'aconseguir una transmissió de dibuixos animats a través d'una televisió mecànica que va crear ell mateix. A partir de 1929 es varen fer les primeres retransmissions de TV en proves per la British Broadcasting Corporation però la televisió no es popularitzà fins que Karl Braun va inventar el tub de rajos catòdics. La primera televisió que feia ús d'un tub de rajos catòdics fou produïda per Philo Farnsworth qui va mostrar-la en societat al públic el 7 de setembre de 1927. Entre 1935 i 1941 arribaren les primeres emissions televisives a Anglaterra, Italia, França, Estats Units i Holanda però l'emissió s'aturaria a causa de la Segona Guerra Mundial. Un cop acabada aquesta guerra els països pioners anaren recuperant les seves emissions televisives i d'altres començarien les seves experiències.
A Catalunya el juny de 1948 Philips va organitzar unes proves televisives dins de la Fira de Mostres de Barcelona. Aquestes proves consistien amb l'emissió en directe d'actuacions musicals i humorístiques fetes a un estudi i varen tenir un gran èxit entre el públic assistent a la Fira. Posteriorment, entre els anys 1951 i 1952, es produeixen les primeres emissions regulars del que més endavant fou anomenada com a Televisió Espanyola tot i que la seva popularitat no s'aconseguiria fins a la segona meitat dels anys 60. Cap als anys 70 i 80 van aparèixer xarxes de televisió per cable, anomenades operadors de cable històric, en diversos municipis catalans, que emetien en situació alegal i que van haver d'adaptar-se als canvis legislatius. Aquestes xarxes han evolucionat i gairebé totes emeten triple play (televisió, telefonia i Internet) i quadruple play. Les primeres emissions televisives en català no arribarien fins després de la transició amb la creació de Televisió de Catalunya.

### Xarxes d'ordinadors i Internet
L'11 de setembre de 1940 George Stibitz va ser capaç de transmetre informació de forma bidireccional entre dues màquines en aconseguir enviar una sèrie de dades a un Centre de Càlcul perquè aquest les processés i li tornés els resultats. No obstant això, la commutació de paquets, tècnica usada per l'actual Internet, no va començar a ser plantejada fins als anys 60. La primera xarxa de commutació (amb 4 nodes) va ser creada el 5 de desembre de 1969, posteriorment aquesta xarxa esdevindria en ARPANET i l'any 1981 estaria formada per 213 nodes.

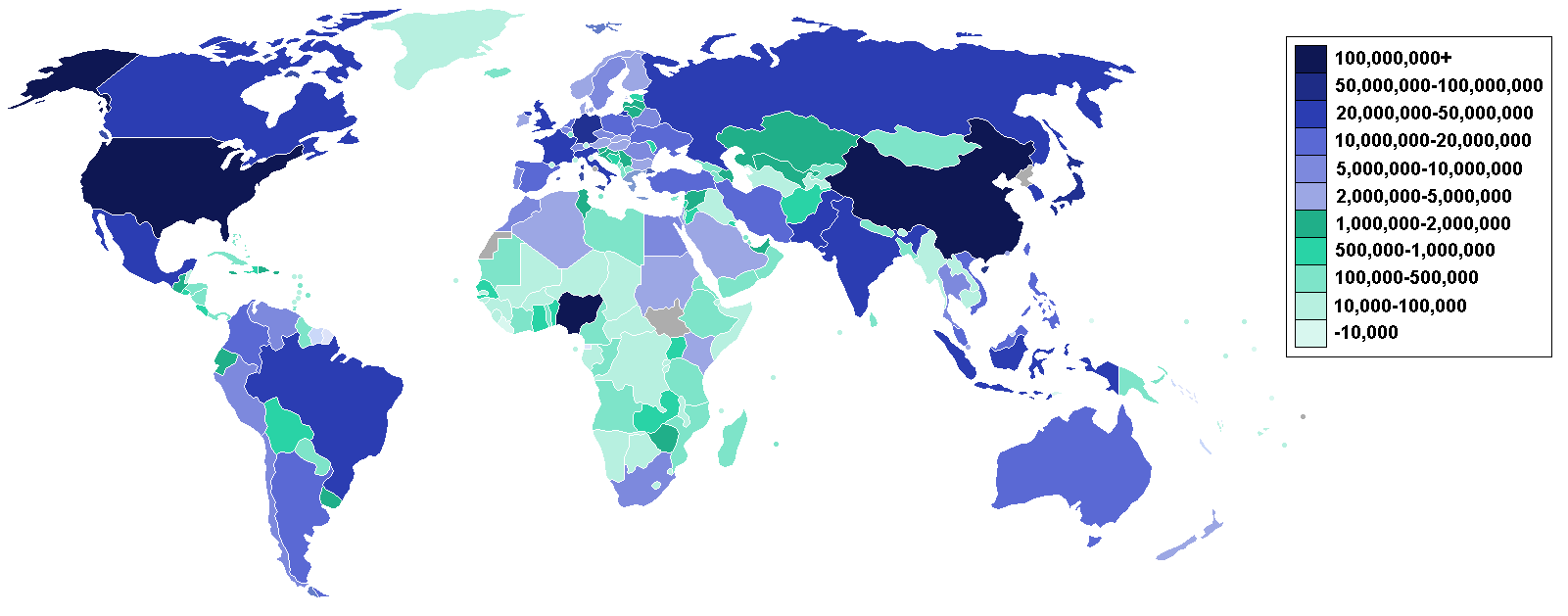
Distribució mundial del nombre d'usuaris d'Internet

El desenvolupament d'ARPANET era important doncs la fusió d'aquesta xarxa amb altres ja existents formaria el que avui coneixem com a Internet i molts dels protocols usats avui en dia ja estaven implementats a aquella xarxa. El setembre de 1981 ARPANET començà a fer servir IPv4 i poc després s'introduiria el TCP (Transmission Control Protocol), primer mecanisme que garantia la seguretat que el nostre missatge arribaria al seu destí.
Les xarxes locals d'ordinadors varen ser investigades posteriorment, així els primers documents sobre Token Ring apareixen l'any 1974 i el 1976 apareixen també els primers documents que plantegen les xarxes Ethernet.

## Conceptes clau

### Estructura
Actualment un sistema de telecomunicació està format per almenys els següents 3 elements:
- Un transmissor que mitjançant una sèrie de transformacions converteix la informació en un senyal.
- Un medi de transmissió, pel qual es transmet el senyal. Els medis més usats solen ser el parell de cables de coure (telefonia) o l'aire (radiodifusió).
- Un receptor que rep el senyal i aconsegueix desfer les transformacions fetes pel transmissor i obtenir la informació.

Sovint els sistemes de telecomunicació actuen com a transmissors i receptors a la vegada, és el que anomenem un transceptor. Per exemple, un telèfon mòbil és un d'aquest tipus de sistemes.
A més, cal tenir en compte que cada element d'un sistema de telecomunicació a més d'aportar la seva funcionalitat degrada la qualitat del senyal en introduir una certa quantitat de soroll. Els paràmetres més usats per a valorar la qualitat d'un sistema de telecomunicació són la seva relació senyal a soroll (SNR) o alternativament la seva taxa d'error de bit (BER).

### Tipologia de telecomunicacions
- Punt a punt: Es connecta un transmissor amb un receptor, un exemple és la comunicació entre dos telèfons a una línia telefònica.
- Punt a multipunt: Des d'un transmissor es transmet a múltiples receptors, un exemple és la radiodifusió (en anglès broadcasting) on des d'una torre emeten un senyal que serà rebut per diversos usuaris.

### Classificació dels senyals
Els senyals que tractem en aquests sistemes poden ser analògics (que varien de forma contínua) o bé digitals, on la informació és codificada en una sèrie de valors discrets (per exemple en binari).
La principal diferència entre aquests dos tipus de senyals és que en una transmissió analògica el senyal sempre serà degradat pel soroll que hi hagi al medi de transmissió però en canvi si el senyal és digital si aconseguim transmetre el senyal per sobre d'un cert llindar de potència podrem recuperar la informació transmesa completament.

### Tipologia de les xarxes
Un conjunt de transmissors, receptors i transceptors que es comuniquen entre ells formant una xarxa. Les xarxes poden ser, de nou, digitals o analògiques.
- Orientada a connexió: Un exemple és la xarxa telefònica commutada on els terminals estan comunicats per una sèrie d'interruptors que estableixen un camí fix entre dos o més usuaris.
- Orientada a paquet: La informació se sol dividir en paquets que seran transmesos pel canal passant per una sèrie d'encaminadors que encaminen el senyal cap a l'usuari destí.

En els dos tipus de xarxes són necessaris repetidors per a amplificar i recuperar el senyal per tal d'aconseguir que aquest pugui ser transmès a llargues distàncies. El repetidor, en augmentar la qualitat del senyal, aconsegueix que la relació entre el senyal i el soroll sigui suficient perquè el senyal pugui ser separat correctament del soroll a la recepció o si més no per tal d'aconseguir un nivell de qualitat mínim en el cas de senyals analògics.

### Modulació
La conformació d'un senyal a partir del qual transmetem la informació sobre un medi és el que coneixem com a modulació.
Una modulació pot ser usada per a representar un missatge digital com una forma d'ona analògica que viatgi fàcilment sobre un medi aeri. Això es coneix en anglès amb el nom de keying. Algunes tècniques que usen keying són modulació per desplaçament de fase, que transmet la informació en la fase del senyal modulat; FSK, que la transmet en les variacions de freqüència; i modulació per desplaçament d'amplitud, que ho fa amb les variacions d'amplitud. No obstant això caldria esmentar que amb aquestes variacions de freqüència, segueixen sent del tot imprevisibles.
Per exemple Bluetooth usa modulació per desplaçament de fase per a intercanviar informació entre dos dispositius que emeten senyals digitals.
Les modulacions també són útils per tal d'aconseguir transmetre senyals analògics de baixa freqüència (com la veu) a freqüències més altes. Aquest augment de freqüència, aparentment innecessari, és útil perquè els senyals de baixa freqüència no poden ser transmesos de forma efectiva per l'espai. Així doncs, sovint abans de transmetre un senyal el modularem i el portarem al voltant d'una nova freqüència que serà anomenada freqüència portadora. Hi ha moltes maneres de modular els senyals, segurament les més clàssiques són l'amplitud modulada (AM) i la freqüència modulada (FM). Els sistemes de telecomunicació més moderns utilitzen noves modulacions que usen múltiples portadores, és el cas de la Televisió Digital Terrestre. Aquestes modulacions amb múltiples portadores són conegudes amb l'acrònim OFDM.

## La societat i les telecomunicacions
En l'actualitat les telecomunicacions són un element important de la societat arribant a moure prop d'un 3% del PIB mundial durant l'any 2006.
A la microeconomia les companyies han utilitzat les telecomunicacions per a construir marques globals, un exemple d'un d'aquests èxits és Amazon.com, una de les primeres empreses a implementar un sistema de comerç electrònic. Les telecomunicacions però també dinamitzen l'economia a comunitats del tercer món, així per exemple a Costa d'Ivori els plantadors de cafè usen els seus telèfons mòbils per a seguir les fluctuacions del preu del cafè i aconseguir vendre el producte al millor preu.
A l'escala macroeconòmica Lars-Hendrik Röller i Leonard Waverman suggereixen que existeix una connexió entre el creixement econòmic dels països i una bona infraestructura de telecomunicació.
Malgrat tot la possibilitat d'aconseguir beneficis econòmics gràcies a una bona infraestructura de telecomunicacions està causant un nou problema a escala mundial, és l'anomenada fractura digital. La fractura digital apareix a causa del fet que l'accés a les noves tecnologies no és equitatiu a diferents punts del món. Així una enquesta feta l'any 2003 per la International Telecommunication Union mostrava que a un terç dels països la penetració de la telefonia mòbil era menor al 5% de la població o que a la meitat dels països la penetració d'Internet encara era menor al 5% de la població.
La ITU també ha construït un ranking que mesura el coneixement dels ciutadans d'un país en les noves tecnologies de la informació i la comunicació. Així, aquest rànquing que permet visualitzar d'alguna manera aquesta fractura digital està liderat per Suècia, Dinamarca i Islàndia mentre que les últimes places són ocupades per països del tercer món com Níger, Burkina Faso i Mali.